# Luigi Rovelli
Luigi Rovelli (Milano, 23 marzo 1850 – Rapallo, 1911) è stato un architetto italiano, uno dei protagonisti dell'eclettismo in Liguria.

## Biografia

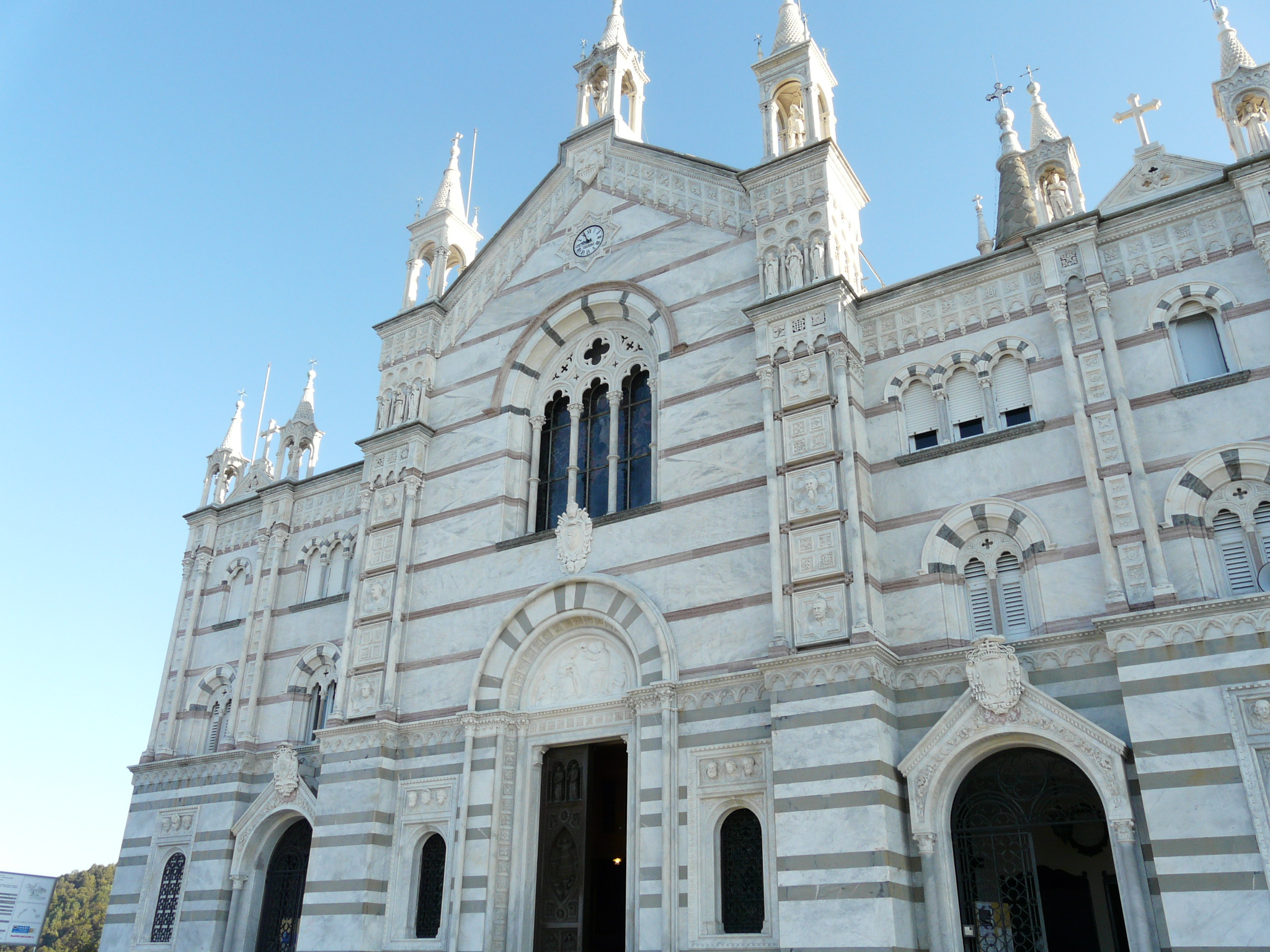
La facciata del santuario di Nostra Signora di Montallegro, presso Rapallo, opera del Rovelli risalente al 1896.

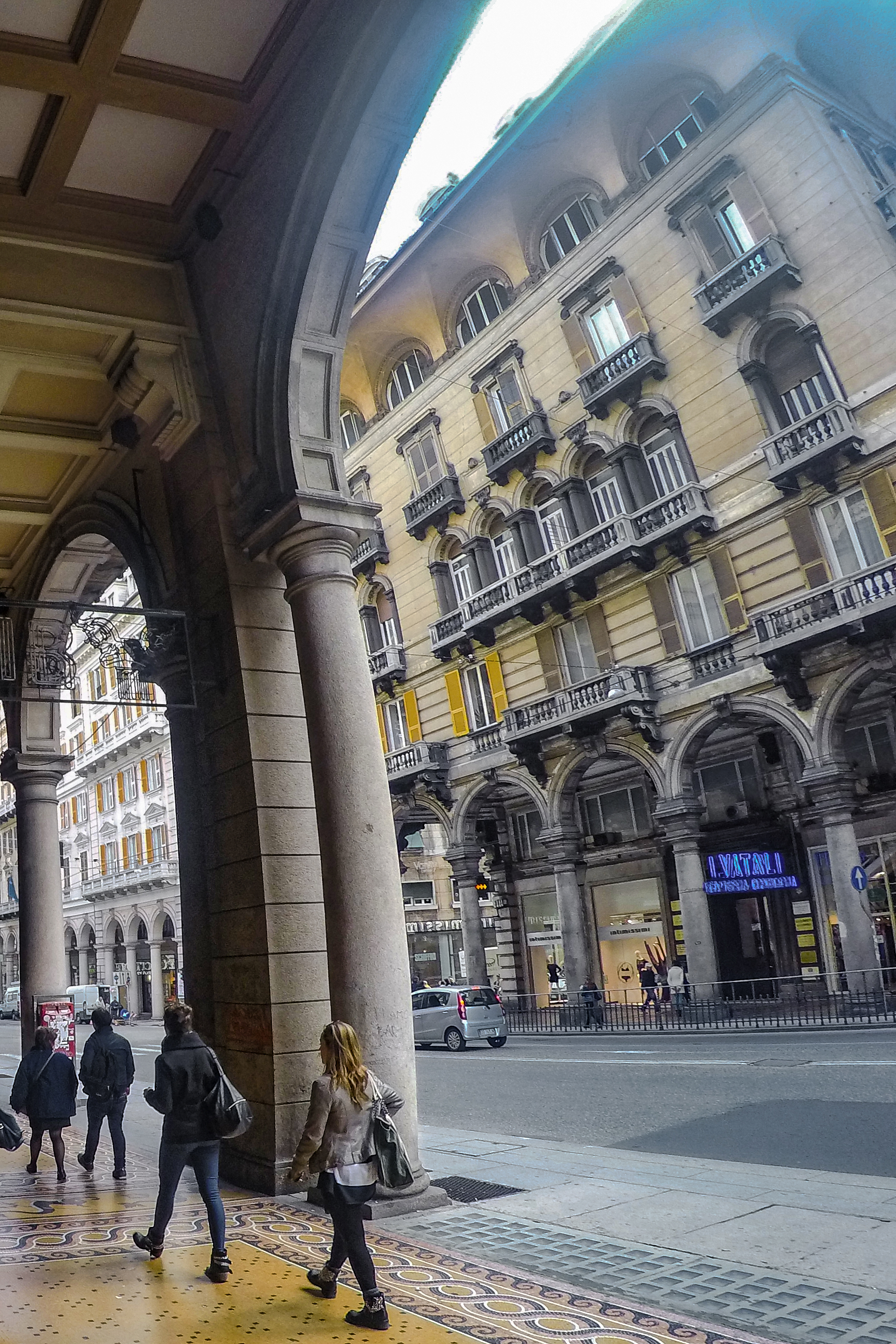
Il civico 34 di via XX Settembre, a Genova.

Luigi Rovelli nacque a Monza il 23 marzo 1850 e, allievo di Camillo Boito, si diplomò all'Accademia di Brera. Seguì la carriera dello zio Giuseppe Rovelli che, tra il 1860 ed il 1870, aveva aggiornato la Villa Rossi Martini di Sestri Ponente, Villa Vivaldi Pasqua a Cornigliano e la Villa Duchessa di Galliera di Voltri.
Trasferitosi in Liguria a seguito dello zio, si dimostrò immediatamente capace di tradurre in concreto le richieste della nobiltà e della borghesia locale. Ad Arenzano, nel 1885 ristrutturò completamente Villa Negrotto Cambiaso, modificandone le facciate con uno stile marcatamente medievale, ed edificando diverse pertinenze e una nuova cinta muraria definita nella parte occidentale dalla pedonale via Vernazza. L'edificio non subirà interventi di restauro sino all'anno 2005 per opera dell'architetto Arcangelo Mazzella, che provvide anche a restaurare la galleria araldica di facciata riportante prevalentemente gli stemmi delle famiglie del patriziato genovese e delle altre famiglie marchesi alleate e politicamente vicini alla famiglia Pallavicino. La villa di Arenzano è particolarmente interessate perché include una torre il cui impianto risale a data certa del 1250.
Sempre sul finire dell'Ottocento, Rovelli si occupò del restauro e dell'ampliamento della vicina Villa Figoli (1880). Sono sue le ville della collina di Montesano, alle spalle della stazione di Genova Brignole, così come le sistemazioni del giardino e del loggiato di Villa Sauli a Carignano.
Nel ponente rivierasco, realizzò quella che è considerata la sua opera prima, andata distrutta nel 1951: il castello Raggio dell'allora comune di Cornigliano Ligure (1881).
Nell'entroterra di Voltri, nei pressi delle terme dell'Acquasanta, realizzò una piccola villa in stile gotico veneziano, commissionata dalla famiglia Giudice, passata successivamente alla famiglia Verrina (1880).
Ingegnere, gli venne riconosciuto il titolo di architetto in virtù delle sue opere e realizzazioni di eccellente qualità. È di quel periodo il progetto commissionato dai De Ferrari presso l'isola del Garda, in cui Luigi Rovelli creò un parco e un vero e proprio castello neogotico di notevole fattura artistica.
Si occupò poi di numerose costruzioni civili e religiose a Genova, dove aveva lo studio in piazza della Meridiana, in particolare nel centro del capoluogo ove operavano altri noti ingegneri ed architetti del tempo (fra cui Coppedè, Pesce Maineri, Cannovale, Gamba, Carbone, Orzali, Cuneo, Croce, Giuseppe Tallero, G. B. Carpineti, i fratelli Celle e altri). Fra le opere di questo periodo il civico 34 di via XX Settembre, il Palazzo Balbi Piovera in Via Balbi (1881), il civico 8 di via Pastrengo (1886) e la facciata del Santuario di Nostra Signora di Montallegro a Rapallo (1896); è sua la progettazione della tomba monumentale di Armando Raggio (1895), conosciuta con il nome di "Duomo di Milano" e presente nel cimitero monumentale di Staglieno.
Si occupò anche della progettazione della Villa Pignone, situata nel quartiere di Multedo, la cui costruzione è datata verso la fine dell'Ottocento.
Luigi Rovelli morì a Rapallo nel 1911. Ebbe la capacità di interpretare il gusto della committenza locale, alternando modelli neorinascimentali o neobarocchi, particolarmente ricercati per gli edifici urbani, a forme neogotiche o neoromaniche, particolarmente apprezzate nelle residenze di "villa".
Ebbe un figlio che proseguì la carriera di architetto, Antonio, e realizzò la loggia a sbalzo di Villa Mylius, affacciata sulla Fiera di Genova.